# Primäreffekt
Beim Primäreffekt (auch Primacy-Effekt, oder Erster-Eindruck-Effekt) handelt es sich um eine kognitive Verzerrung. Der Effekt beschreibt, dass sich an früh(er) bzw. zuerst eingehende Information besser erinnert wird als später eingehende Information.
Das liegt daran, dass diese Information leichter ins Langzeitgedächtnis übergehen kann, da noch keine Information eingegangen ist, die mit dem Abspeicherungsprozess im Langzeitgedächtnis (Konsolidierung) interferieren und ihn negativ beeinflussen könnte. Es gibt Hinweise, dass die Wirksamkeit des Primäreffekts von der individuellen Offenheit gegenüber dem Erleben abhängt (vgl. Hodgins, H. S., & Knee, C. R, 2002).
Im weiteren Sinne ist der Primäreffekt ein Phänomen, das bei Beurteilungen auftreten kann. Früher eingehende Information kann einen stärkeren Effekt auf die Einstellung haben als später eingehende Information. Ein Beispiel wäre etwa die erlangte Einschätzung: „Dieser Mensch dort ist egoistisch!“. Selbst wenn dieser sich anschließend freundlich, offen und hilfsbereit zeigt, wird ein solches Verhalten sehr wahrscheinlich nicht zur Akkommodation der ursprünglichen Einstellung herangezogen, sondern eher als „Schleimen“ interpretiert. Diese besondere Form des Primäreffekts ist der erste Eindruck. Er tritt auch als Beurteilungsfehler bei Befragungen und psychologischen Tests auf, wenn die ersten Fragen einen Einfluss auf die späteren Fragen und Antworten ausüben. Dieser Effekt ist zuweilen besonders einstellungsresistent.
Dem Primäreffekt steht der so genannte Rezenzeffekt gegenüber, bei dem später eingehende Information stärkeres Gewicht erhält (Primacy-Recency-Effekt). Insgesamt hängt es immer von der Situation ab, welcher der beiden Effekte stärker ausgeprägt ist. Bei der Reproduktion längerer Ketten von Information werden jedoch generell eher die zuerst und die zuletzt gelernten Begriffe erinnert (vgl. die serielle Positionskurve von Atkinson & Shiffrin, 1968).
Im Kontrast zum Primäreffekt steht die retroaktive Interferenz, bei der später Gelerntes die Wiedergabe von früher Gelerntem einschränkt.